# Redlichia
A Redlichia a háromkaréjú ősrákok (Trilobita) osztályának Redlichiida rendjébe, ezen belül a Redlichiidae családjába tartozó nem.

## Tudnivalók
A Redlichia-fajok a kora kambriumi rétegekből kerültek elő. Főleg Ausztrália környékén éltek.

## Rendszerezés
A nembe az alábbi fajok tartoznak:
- Redlichia rex, a legnagyobb ismert faj, 25 cm-es testhosszon felül.[1]
- Redlichia advialis
- Redlichia amadeana
- Redlichia chinensis
- Redlichia creta
- Redlichia endoi
- Redlichia forresti
- Redlichia guizhouensis
- Redlichia gumridgensis
- Redlichia idonea
- Redlichia lepta
- Redlichia petita
- Redlichia mayalis
- Redlichia micrograpta
- Redlichia takooensis
- Redlichia venulosa
- Redlichia versabunda
- Redlichia vertumnia